# Die Glatzkopfbande
Die Glatzkopfbande ist der Titel eines von der DEFA produzierten Kriminalfilms, der ab dem 15. Februar 1963 in den Kinos der Deutschen Demokratischen Republik (DDR) lief. Durch umfangreiche Reklame wurde zum damaligen Zeitpunkt der Eindruck erweckt, dass der Film auf tatsächlichen Ereignissen beruhen würde. Wie Nachforschungen in den Jahren nach der Wende 1989 ergaben, ist der Bezug zu realen Begebenheiten jedoch gering. Vielmehr wurden im Film einige vergleichsweise harmlose Vorfälle stark dramatisiert dargestellt, die sich in die politischen Gegebenheiten der damaligen Zeit einordnen lassen. Mit rund 2,2 Millionen Besuchern in insgesamt fünf Jahren war er einer der erfolgreichsten Filme in der Geschichte der DEFA.

## Handlung des Films
Der Film spielt zeitlich wenige Tage nach dem Bau der Berliner Mauer am 13. August 1961. Auf einer Baustelle kommt es zu einem Unfall, bei dem zwei Menschen ums Leben kommen. Leutnant Lothar Czernik, Mitarbeiter der Volkspolizei, ermittelt Pfusch als Ursache des Unfalls. Einer der Verantwortlichen ist ein Arbeiter aus West-Berlin, von seinen Freunden King genannt, der vorher in der  Fremdenlegion gedient hat. In der Folge treibt sich King zusammen mit anderen jungen Männern auf der Insel Usedom an der Ostsee herum. Sie lassen sich nach ihrem Vorbild Yul Brynner eine Glatze rasieren, geben sich zur Tarnung Spitznamen und beginnen, die Gäste eines Zeltplatzes in Bansin mit ihren Motorrädern (JAWA, MZ), lauter Musik und gewalttätigen Übergriffen zu belästigen. Nach dem Diebstahl von Reifenventilen wird die Polizei alarmiert. Die daraus entstehende Situation eskaliert und die Bande agiert in der Folgezeit zunehmend brutaler. Es gelingt Leutnant Czernik mit seinen Kollegen schließlich, einen Zusammenhang zwischen dem Unfall auf der Baustelle und der Bande herzustellen. Deren Mitglieder werden verhaftet, einschließlich King, der erfolglos versucht, sich nach Schweden abzusetzen.

## Produktion
Der Showdown des Films wurde in den Ruinen der ehemaligen Heeresversuchsanstalt Peenemünde gedreht. Erkenntlich ist das rudimentäre Eingangstor zur Siedlung des Heeresgutsbezirks Peenemünde. Vor dem Verwaltungsgebäude des Fischereikombinats Karlshagen hängt auch eine schwedische Flagge.

## Tatsächliche Ereignisse
Was genau im Sommer 1961 auf dem Zeltplatz Bansin geschehen ist, lässt sich nicht mehr mit Sicherheit rekonstruieren. Es kann jedoch nach dem heutigen Kenntnisstand davon ausgegangen werden, dass die im Film gezeigte Darstellung der Ereignisse stark dramatisiert und übertrieben ist. Eine organisierte Bande von Jugendlichen, die wochenlang Zeltplätze an der Ostseeküste durch Gewaltakte terrorisierte, hat es nie gegeben. Wesentlich zur Aufklärung der tatsächlichen Geschehnisse beigetragen hat die im Jahr 2001 entstandene Fernsehdokumentation Die wahre Geschichte der Glatzkopfbande von Jürgen Ast und Inge Bennewitz.
Die folgende Darstellung beruht auf den Aussagen von Betroffenen und Zeugen, wie sie in den Jahren nach 1989 durch Nachforschungen recherchiert wurden. Diesen Angaben zufolge wurde am Abend des 1. August 1961 und damit wenige Tage vor dem Mauerbau im Bierzelt des Zeltplatzes gefeiert. Unter den Gästen waren fünf Jugendliche, die sich zum Teil nicht einmal kannten und ohne tiefere Absicht oder politische Gründe Vollglatze trugen. Vom Wirt wurde dies und die von den Jugendlichen gespielte Rock’n’Roll-Musik jedoch als westliche Unkultur empfunden. Einige der Jugendlichen wurden dann von der Volkspolizei verhaftet und abgeführt. Daraufhin umstellten mehrere Hundert Camper die Baracke der Volkspolizei und äußerten neben Protest gegen die Verhaftungen auch ihren Unmut über die damals herrschende unbefriedigende Versorgungslage. Nachdem sich die vor Ort anwesenden Polizisten bedroht fühlten und glaubten, dass die Situation außer Kontrolle geraten würde, wurden Einsatzkommandos alarmiert. Diese beendeten den Aufruhr, es kam zu weiteren Verhaftungen. 69 der Verhafteten, bei denen es sich größtenteils um Jugendliche handelte, wurden nach einer Befragung am folgenden Tag wieder entlassen.
Gegen sieben der verhafteten Jugendlichen wurde Anklage wegen Landfriedensbruchs erhoben, gegen vier weitere wegen staatsgefährdender Gewaltakte. Ihre Handlungen wurden als Versuch der Anstiftung zu einem Putsch angesehen und dementsprechend propagandistisch bewertet. In der Berichterstattung der Medien begann sich schon bald die Bezeichnung Glatzkopfbande durchzusetzen. Die Angeklagten wurden in öffentlichen Prozessen am 11. August 1961 in Wolgast und am 4. September 1961 in Rostock zu insgesamt 27 Jahren Zuchthaus verurteilt, davon allein acht Jahre für den Hauptangeklagten. Ein Richter verlor, nachdem er Haftstrafen von mehreren Monaten Gefängnis ausgesprochen hatte, aufgrund von zu milden Urteilen seine Zulassung. Drei der Verurteilten verließen nach ihrer Haftentlassung die DDR.

## Rezeption und Nachwirkungen
Der in Schwarzweiß produzierte Film war vor allem ein Teil der nachträglichen propagandistischen Legitimation des Mauerbaus. Die Rezensionen in der Presse hinsichtlich der filmtechnischen Realisierung waren zurückhaltend, so zum Beispiel von Fred Gehler der in der Ausgabe vom 1. März 1963 der Tageszeitung Das Volk erschienene Artikel Der Tag, als die Glatzköpfe kamen. Der Erfolg des Films lag wahrscheinlich einerseits tatsächlich an der Wirkung der Propaganda, zum anderen aber auch daran, dass ein Teil der Besucher mit den Jugendlichen und ihrer im Film dargestellten Lebenseinstellung sympathisierte. Zu den außergewöhnlich hohen Zuschauerzahlen trug darüber hinaus auch bei, dass der Film mit einer Reihe von bekannten und zur damaligen Zeit populären DEFA-Schauspielern besetzt war und dass mit Richard Groschopp einer der bekanntesten DDR-Filmemacher das Drehbuch mitgeschrieben und Regie geführt hatte.
Im Traditionskabinett des für die damaligen Ermittlungen zuständigen Wolgaster Volkspolizeikreisamtes wurden die Ereignisse um die vermeintliche Glatzkopfbande umfassend gezeigt. Die Aufarbeitung in einem historisch-dokumentarischen Stil entsprach dabei im Wesentlichen der im Film gezeigten Darstellung. Bei vielen Menschen in der Region um Wolgast und auf der Insel Usedom hielt sich bis nach 1990 die Auffassung, dass die im Film dargestellten Geschehnisse sich damals tatsächlich so ereignet hätten.
Aufbauend auf dem Film folgte 1965 der auch von Richard Groschopp inszenierte Film Entlassen auf Bewährung. Dieser zeigt in ebenfalls propagandistischem Stil die Rückkehr von Conny, Mitglied der Glatzkopfbande, in die Gesellschaft.
Das Theater Vorpommern inszenierte 2004 unter dem Titel Glatzkopfbande. Erinnerung an Rock ’n’ Roll ein auf den damaligen Ereignissen basierendes Bühnenstück von Werner Buhss. In diesem kommt es zum Versuch der Aufarbeitung der Geschehnisse durch ein fiktives Aufeinandertreffen zwischen drei Mitgliedern der Glatzkopfbande mit den Menschen, die sie vor über vierzig Jahren ins Gefängnis brachten.
Im Lexikon des internationalen Films wird der Film unter anderem folgendermaßen beschrieben:

„[…] Nach authentischen Ereignissen frei gestalteter Film, in teilweise expressionistischem Dekor, der seine erzieherischen Absichten unverhohlen vorträgt und die Rowdys als Mitglieder einer schlampigen Maurerbrigade ausweist. Das Fehlverhalten der Jugendlichen wird weitgehend durch Westeinflüsse erklärt. […]“

Icestorm Entertainment veröffentlichte den Film im Januar 1999 auf VHS-Video und im August 2005 auf DVD. Der Dokumentarfilm ‚Revolte‘ am Ostseestrand. Die wahre Geschichte der Glatzkopfbande wurde 2008 im Auftrag der Bundesstiftung zur Aufarbeitung der SED-Diktatur auf DVD herausgegeben.